# Elaeniinae
 (octobre 2009).
Si vous disposez d'ouvrages ou d'articles de référence ou si vous connaissez des sites web de qualité traitant du thème abordé ici, merci de compléter l'article en donnant les références utiles à sa vérifiabilité et en les liant à la section « Notes et références ».
Éléninés
Sous-famille
Les Elaeniinae sont une sous-famille de passereaux de la famille des tyrannidés.

## Liste alphabétique des genres
- Anairetes Reichenbach, 1850
- Atalotriccus Ridgway, 1905
- Camptostoma Sclater, 1857
- Capsiempis Cabanis & Heine, 1859
- Cnipodectes Sclater & Salvin, 1873
- Corythopis Sundevall, 1836
- Culicivora Swainson, 1827
- Elaenia Sundevall, 1836
- Euscarthmus Wied-Neuwied, 1831
- Hemitriccus Cabanis & Heine, 1859
- Inezia Cherrie, 1909
- Leptopogon Cabanis, 1844
- Lophotriccus Berlepsch, 1884
- Mecocerculus Sclater, 1862
- Mionectes Cabanis, 1844
- Myiopagis Salvin & Godman, 1888
- Myiornis Bertoni, 1901
- Myiotriccus Ridgway, 1905
- Nesotriccus Townsend, 1895
- Oncostoma Sclater, 1862
- Onychorhynchus Fischer von Waldheim, 1810
- Ornithion Hartlaub, 1853
- Phaeomyias Berlepsch, 1902
- Phyllomyias Cabanis & Heine, 1859
- Phylloscartes Cabanis & Heine, 1859
- Platyrinchus Desmarest, 1805
- Poecilotriccus Berlepsch, 1884
- Pogonotriccus ???
- Polystictus Reichenbach, 1850
- Pseudelaenia Lanyon, 1988
- Pseudocolopteryx Lillo, 1905
- Pseudotriccus Taczanowski & Berlepsch, 1885
- Rhynchocyclus Cabanis & Heine, 1859
- Serpophaga Gould, 1839
- Stigmatura Sclater & Salvin, 1866
- Sublegatus Sclater & Salvin, 1868
- Suiriri d'Orbigny, 1840
- Tachuris Lafresnaye, 1836
- Taeniotriccus Berlepsch & Hartert, 1902
- Todirostrum Lesson, 1830
- Tolmomyias Hellmayr, 1927
- Tyrannulus Vieillot, 1816
- Zimmerius Traylor, 1977